# Янаки Марковски
Янаки Марковски е български общественик, борец за църковна независимост от Македония.

## Биография
Роден е в костурското село Бабчор, тогава в Османската империя. Заедно със сина си Атанас Марковски обикаля из Сърбия и България по работа. След завръщането им в Бабчор двамата развиват активна дейност в родното село - през 1892 година благодарение на тях се отварят българско училище, църква и действа църковно-училищна управа. В 1912 година посреща в дома си епископ Неофит Велички. Кмет е на Бабчор.
Умира на 18 септември 1912 година.